# Nationalsozialistisches Fliegerkorps
Il Nationalsozialistisches Fliegerkorps (NSFK) era un'organizzazione paramilitare del Partito nazista fondata agli inizi degli anni 1930 ossia nel periodo nel quale alla Germania era vietato possedere un'aviazione dalle condizioni del Trattato di Versailles.

## Storia
L'organizzazione era improntata a quella delle Sturmabteilung (SA) e possedeva un sistema di gerarchie e ranghi paramilitari molto vicina a quelle delle SA. Dello stesso tipo era anche il Nationalsozialistisches Kraftfahrkorps (NSKK). Durante i suoi primi anni di esistenza, l'NSFK si occupò di addestramento militare su alianti e aeroplani privati.
Quando la Germania nazista costituì la Luftwaffe, molti membri dell'NSFK vennero semplicemente trasferiti dai Fliegerkorps. Tutti i componenti dell'NSFK erano anche uomini di partito, questo conferì alla nuova Luftwaffe una forte impronta ideologica a differenza delle altre due armi, che possedevano una forte componente appartenente alla "vecchia guardia" di ufficiali provenienti dall'aristocrazia tedesca.
Il Fliegerkorps continuò ad esistere anche dopo la costituzione della Luftwaffe, anche se in maniera ridotta.
Durante la seconda guerra mondiale, l'NSFK si occupò principalmente di compiti concernenti la difesa aerea.

## Direzione e dipartimenti
La Direzione dell'NSKF era situata in Großadmiral Prinz-Heinrich-Str. 1–3 in Berlin W35. Era suddivisa nei seguenti dipartimenti (Abteilungen):
- Verwaltungsamt
- Zentralabteilung
- Segelflug
- Modellbau
- Technik
- Motorflug
- Ballonsport
- Wehrsport und nationalpolitische Schulung
- Personal
- Presse
- Sanitätswesen und
- Rechtswesen.

## Gradi ed insegne
Il sistema di gradi ed insegne dell'NSKF vennero ideati successivamente all'esperienza fatta con le Sturmabteilung. La maggior parte dei gradi del NSFK era di derivazione del Nationalsozialistisches Kraftfahrkorps, che possedeva uno specifico sistema gerarchico paramilitare.
Come la maggior parte dei corpi paramilitari nazisti, i gradi erano su un solo lato del colletto, mentre le mostrine indicavano l'appartenenza ad una determinata unità. Faceva eccezione il grado di Standartenführer e superiori, per il quale le insegne e il grado erano su entrambe.
La scala gerarchica dell'NSKF era la seguente:
| Distintivo | Distintivo | N. grado            | Grado NSFK       | Equivalente nella Luftwaffe |
| Colletto   | Spallina   | N. grado            | Grado NSFK       | Equivalente nella Luftwaffe |
| ---------- | ---------- | ------------------- | ---------------- | --------------------------- |
|            |            | 18                  | Korpsführer      | Generalfeldmarschall        |
|            |            | 18a                 | Ehrenführer      | Generaloberst               |
|            | 17         | Obergruppenführer   | General          |                             |
|            | 16         | Gruppenführer       | Generalleutnant  |                             |
|            | 15         | Brigadeführer       | Generalmajor     |                             |
|            | 14         | Oberführer          | Oberst           |                             |
|            |            | 13                  | Standartenführer | Oberst                      |
|            | 12         | Obersturmbannführer | Oberstleutnant   |                             |
|            | 11         | Sturmbannführer     | Major            |                             |
|            |            | 10                  | Hauptsturmführer | Hauptmann                   |
|            | 9          | Obersturmführer     | Oberleutnant     |                             |
|            | 8          | Untersturmführer    | Leutnant         |                             |
|            |            | 7                   | Obertruppführer  | Stabsfeldwebel              |
|            | 6          | Truppführer         | Hauptfeldwebel   |                             |
|            | 5          | Oberscharführer     | Oberfeldwebel    |                             |
|            | 4          | Scharführer         | Unteroffizier    |                             |
|            | 3          | Rottenführer        | Obergefreiter    |                             |
|            | 2          | Sturmmann           | Gefreiter        |                             |
|            | 1          | Mann                | Flieger          |                             |
| -          | 1a         | Anwärter            | -                |                             |

## Uniformi

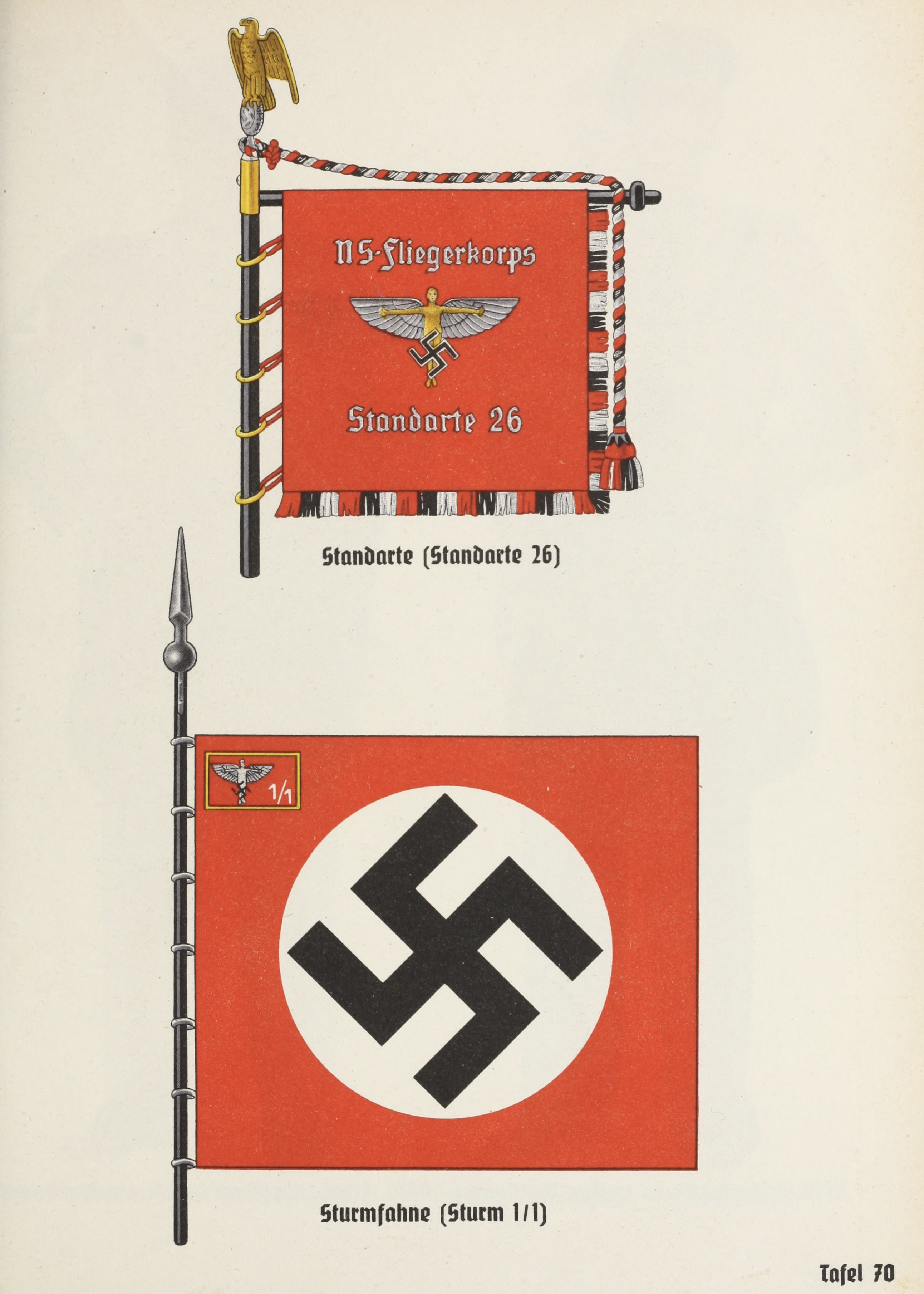
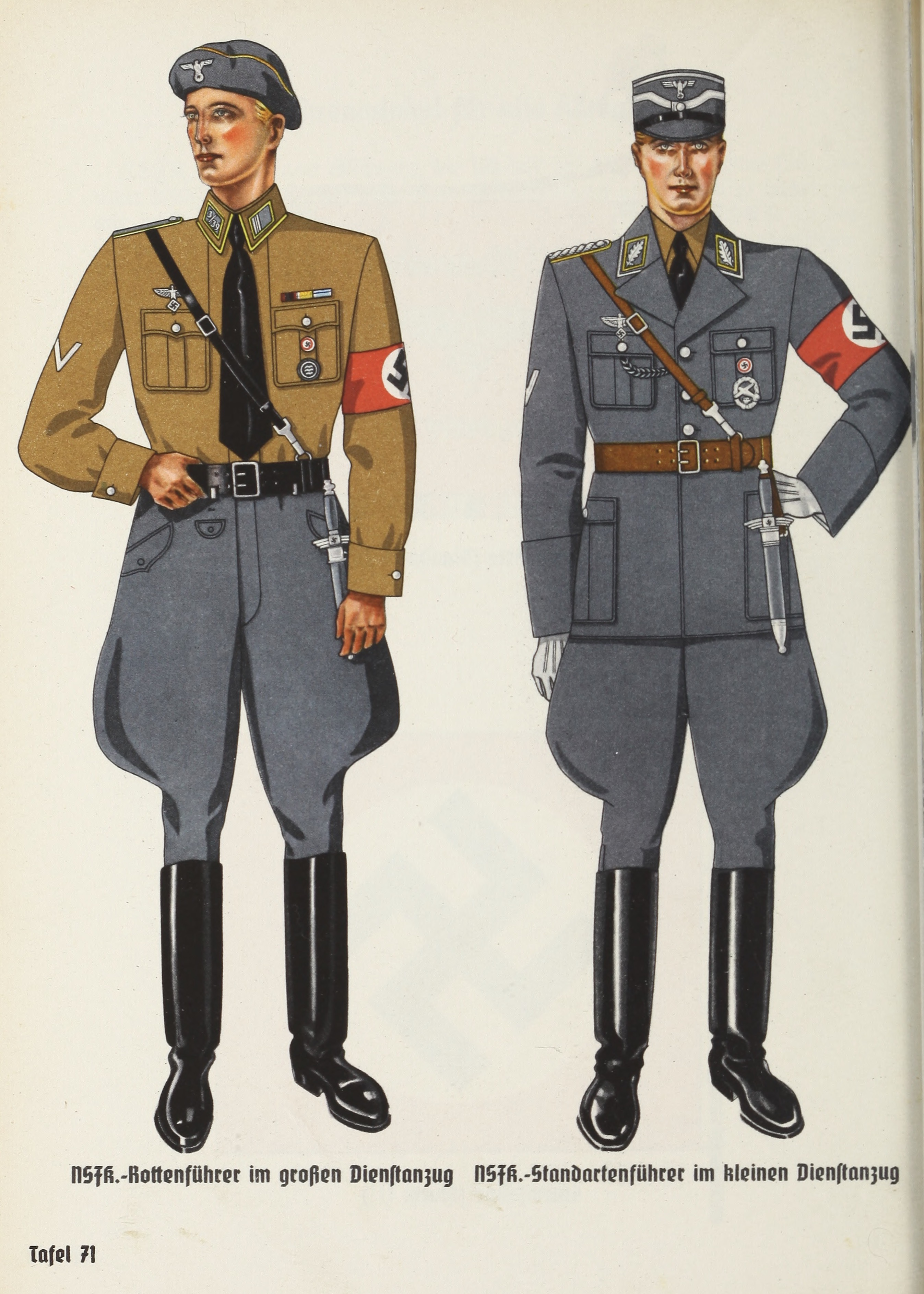
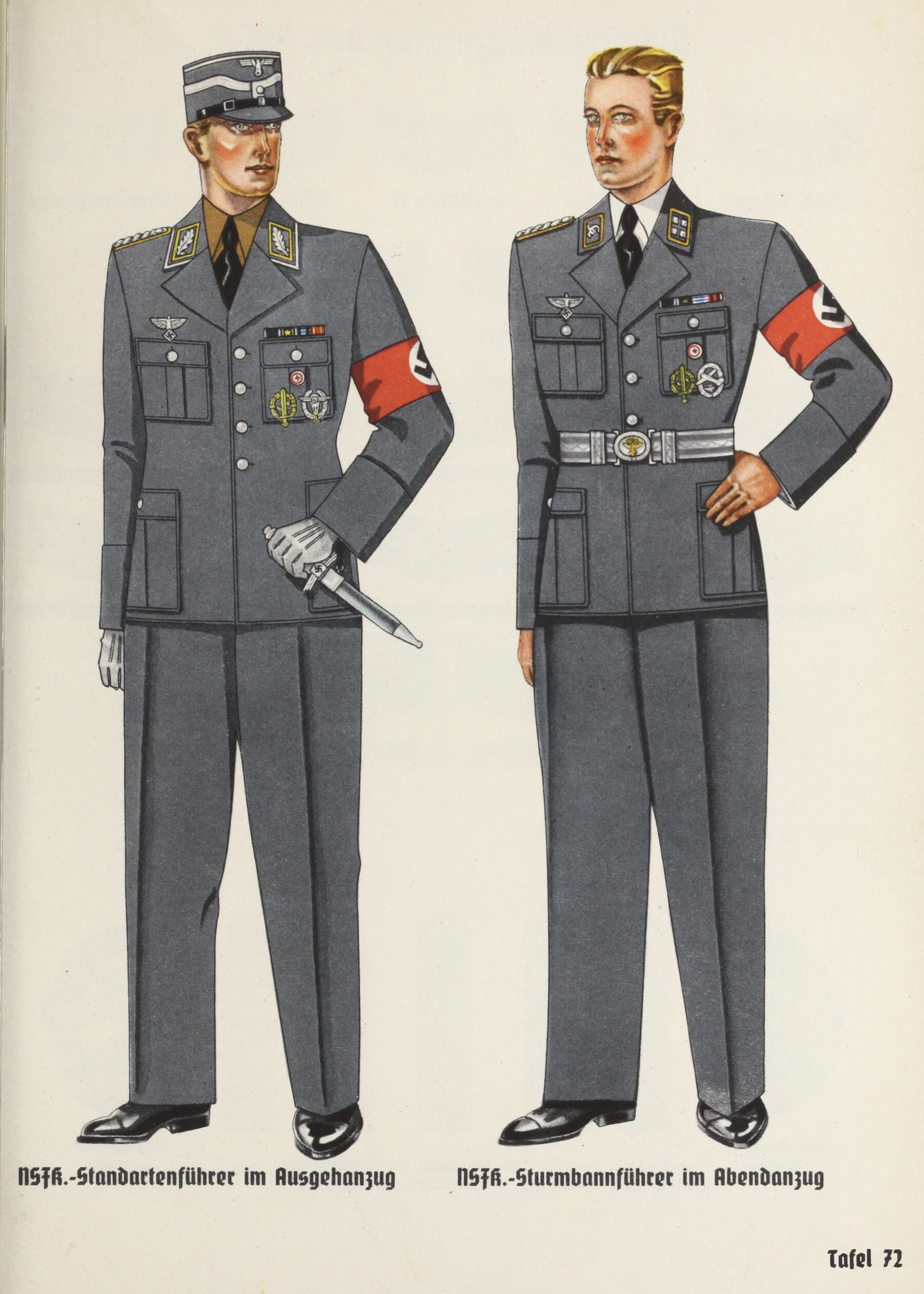
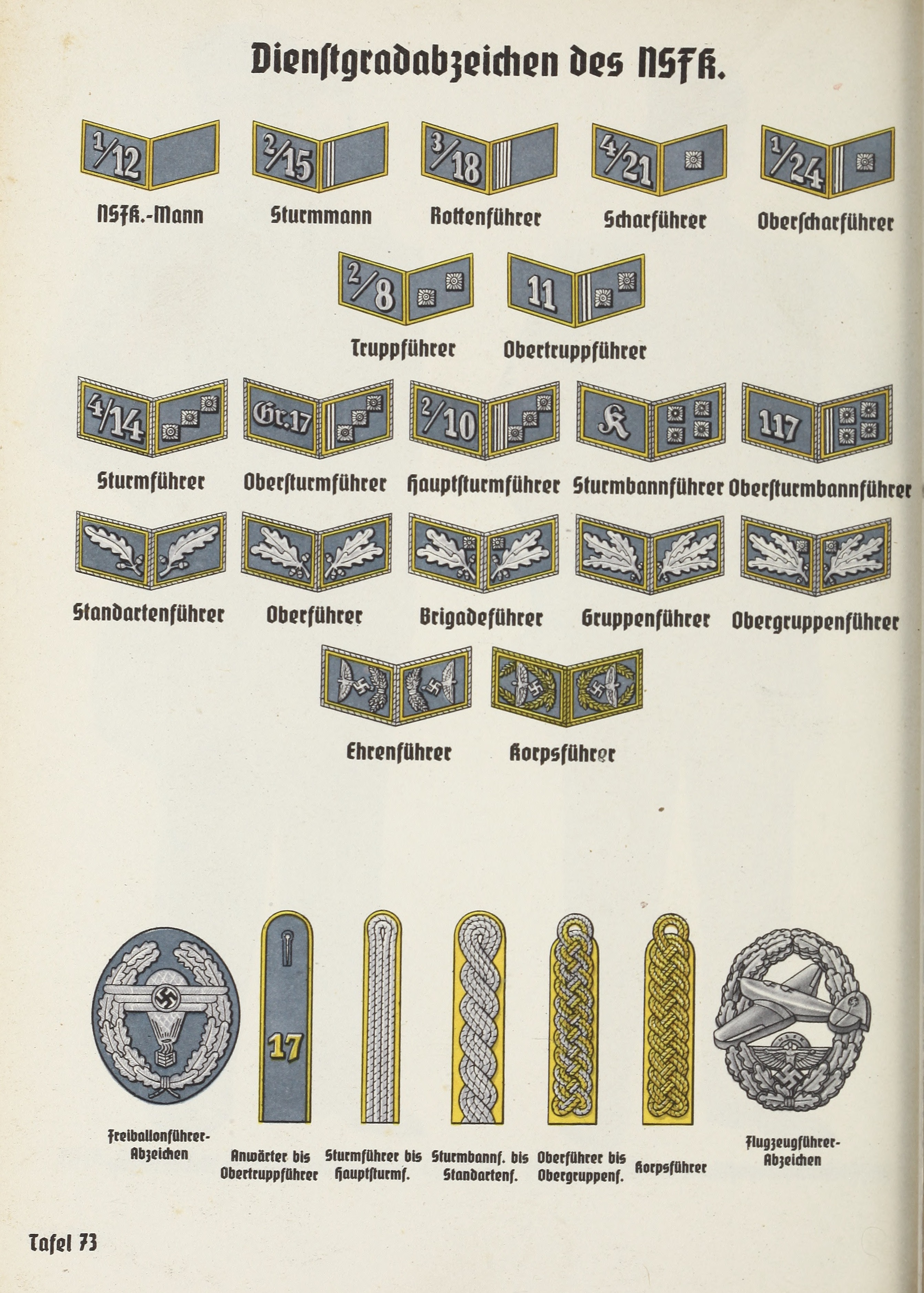

Fonte:

## Bandiere

NSFK Korpsführer (grado n° 18)
NSFK Stabsführer
NSFK Gruppenführer (grado n° 16)
NSFK Standartenführer (grado n° 13)
NSFK Sturmangehörige
NSFK Sturmführer (grado n° 8)
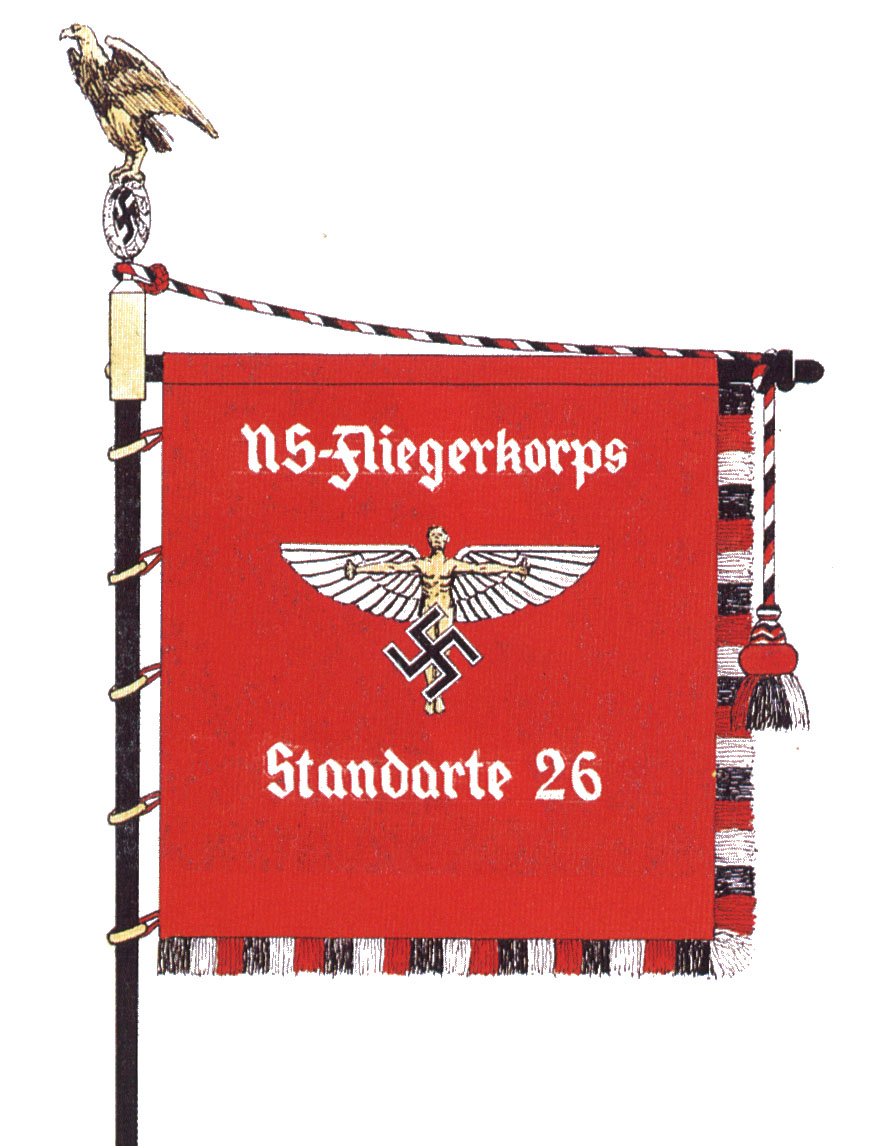
NSFK Standarte
NSFK Gagliardetto da veicolo
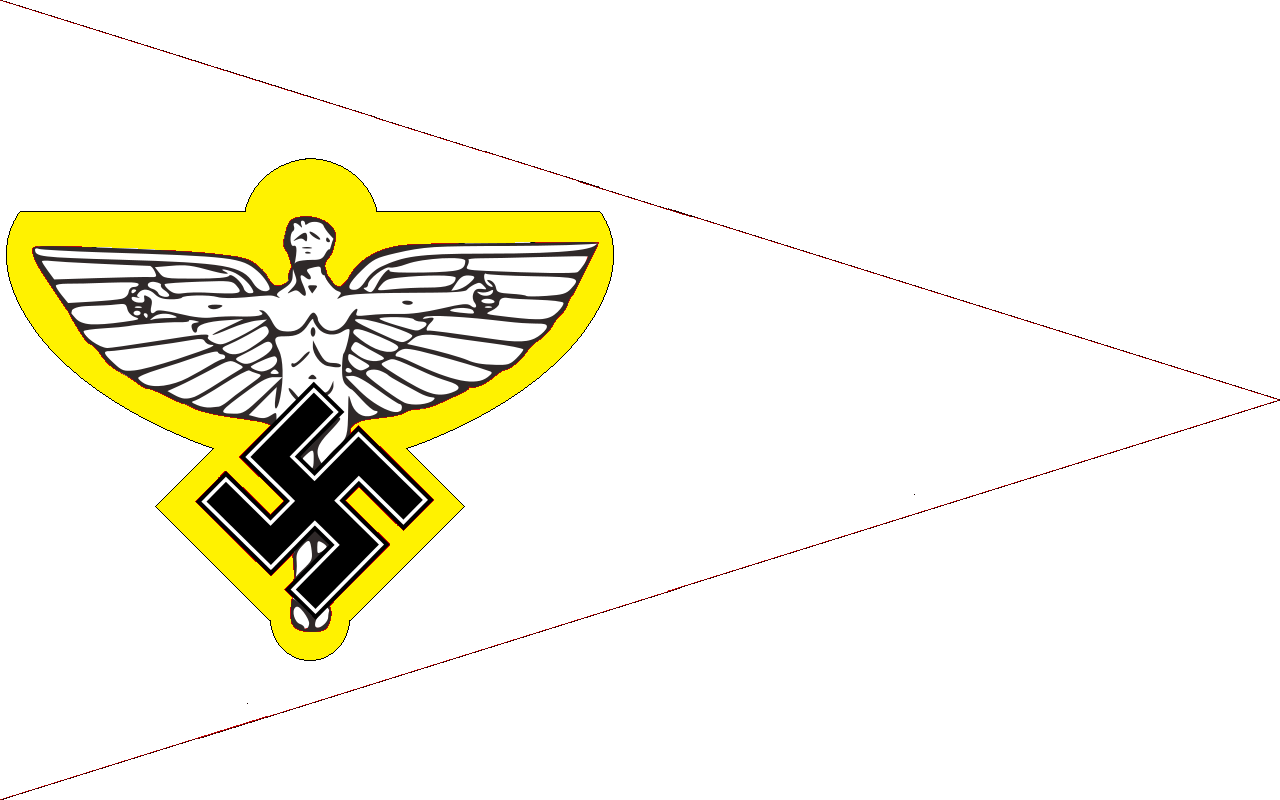
NSFK Gagliardetto bianco da veicolo
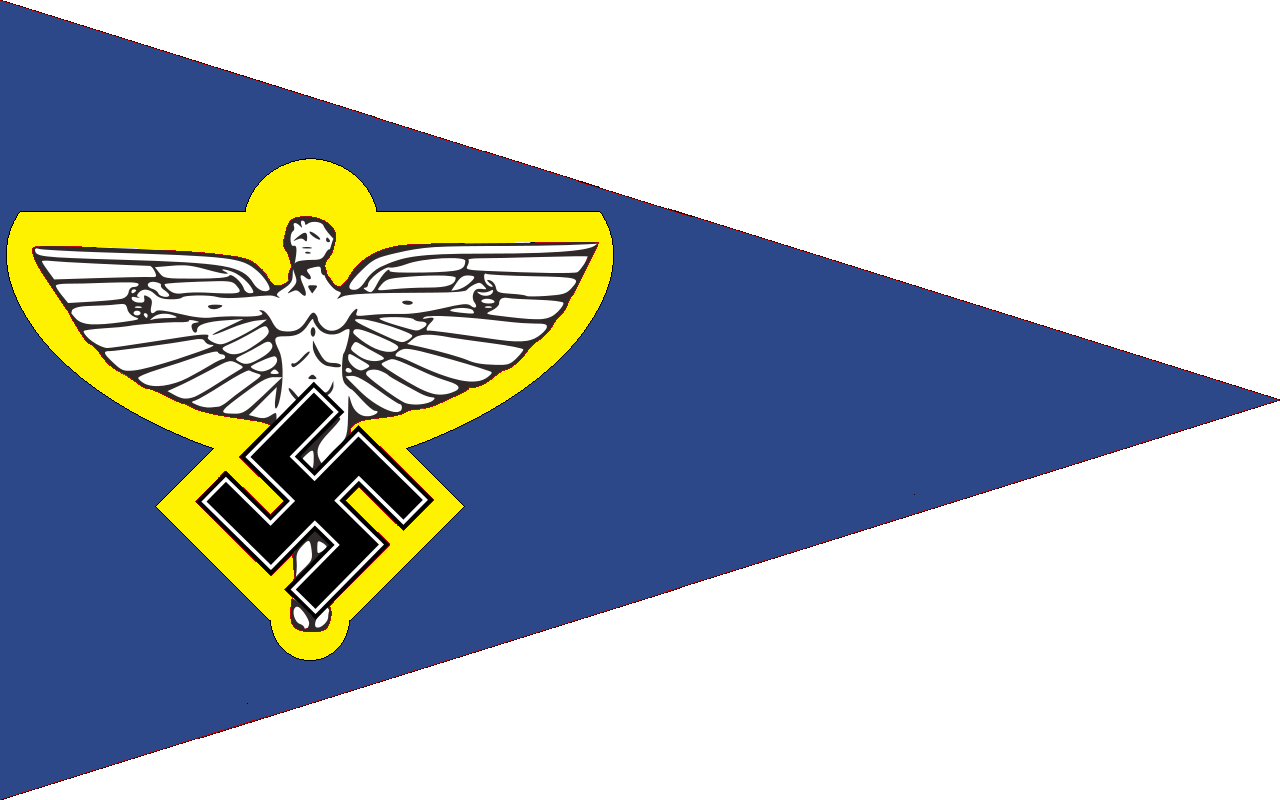
NSFK Gagliardetto blu da veicolo

Fonte: